# Banchi di Marettimo
Banchi di Marettimo este o arie protejată (sit de importanță comunitară — SCI) din Italia întinsă pe o suprafață de 6.169 ha, integral marine.

## Localizare
Centrul sitului Banchi di Marettimo este situat la coordonatele 38°06′12″N 12°08′06″E / 38.1032°N 12.135°E.

## Înființare
Situl Banchi di Marettimo a fost declarat sit de importanță comunitară în decembrie 2019 pentru a proteja un număr necunoscut de specii din flora spontană și fauna sălbatică aflate în arealul zonei.

## Biodiversitate
Situată în ecoregiunea mediteraneană, aria protejată conține 1 habitat natural: Recifuri.
La baza desemnării sitului se află un număr nedeclarat de specii protejate.
Pe lângă speciile protejate, pe teritoriul sitului au mai fost identificate 1 specie de plante, 1 specie de mamifere, 2 specii de nevertebrate.